# Mercantilização do útero
A mercantilização do útero é o processo pelo qual os serviços realizados por este órgão feminino são oferecidos para venda e adquiridos no mercado. Basicamente, é a barriga de aluguel ou gestação por substituição feita de forma comercial. A transação de mercado reduz o útero a apenas um provedor de serviços. Em termos marxistas, o útero em seu estado mercantilizado tem valor de troca e valor de uso. As transações de mercado envolvendo os serviços de úteros de mulheres tornaram-se cada vez mais comuns no início do século XXI. Tais transações são geralmente solicitadas por pessoas incapazes de conceber e que estão dispostas a pagar a outra pessoa para engravidar e podem ser feitas com embrião da solicitante ou da substituta. A mercantilização do útero levanta várias questões éticas e legais, que se expandiram de questões sobre os direitos de barrigas de aluguel e pais biológicos, e a legitimidade de uma criança resultante da transação, para questões sobre barriga de aluguel transnacional dentro de um mercado global.

## História

### Background
Através da modernização da tecnologia reprodutiva, as opções para ter um filho se expandiram passando a incluir a inseminação artificial, a fertilização in vitro e a barriga de aluguel como possíveis soluções para a infertilidade. Uma mulher pode essencialmente oferecer o aluguel de seu ventre para a gestação de uma criança que será entregue a outra pessoa após o nascimento. A barriga de aluguel tem sido uma prática ao longo da história, mas se tornou mais popular nos dias modernos, inclusive com celebridades anunciando nascimento de ciranças "via mãe substituta". Uma das suas primeira citações ocorre na Bíblia, quando Raquel, que era infértil, dá sua serva Bila ao marido Jacó para gerar filhos. Os dois filhos, Dã e Naftali, a quem Bila deu à luz, receberam nomes de Raquel, que foi considerada sua mãe após o nascimento. Sua irmã Lea também ofereceu a criada dela Zilpa para seu marido, a qual deu à luz mais dois filhos: Gade e Aser.
Da Idade Média aos tempos modernos, outros serviços reprodutivos também foram fornecidos mediante pagamento ou por servidão. Por exemplo, na Idade Média, uma ama de leite alimentava e cuidava do filho de outra mulher, como parte de seus afazeres como serva. Esses serviços geralmente compartilham uma circunstância comum de uma mulher de menos recursos econômicos que fornece gestação ou cuidado do filho de outra mulher por uma taxa individual ou como parte de seu emprego ou função social.

### Novas tecnologias reprodutivas
No final do século XX e início do século XXI, a inseminação artificial tornou possível a fecundação sem relação sexual. Assim, nascia as possibilidades do mercado de mercantilização do útero. Através dos avanços da tecnologia moderna, os pais em potencial têm a capacidade de entrar em uma transação financeira com alguém que concorda em gestar uma criança, seja de seu próprio óvulo ou de um substituto, com a obrigação contratual de entregar essa criança após o nascimento. Ter um filho nascido de uma barriga de aluguel comercial pode ser considerado um bem de luxo. Os bens de luxo normalmente estão disponíveis apenas para aqueles com meios significativos, além dos necessários. Alguns casais optam por essa forma de ter filhos para não sofrer disrupturas na vida profissional ou social da mulher. Além disso, a casais LGBTQIA+ também recorrem a essa possibilidade para ter filhos. Pode-se considerar que, assim como nos casos bíblicos de servas solicitadas a conceber filhos, as pessoas do início do século XXI que ofereciam seus ventres ao mercado também teriam menos recursos econômicos.

### Mercados iniciais
Compreender o útero como um bem mercantilizado permite entender a oferta, demanda e as transações do mercado que ocorrem com uma parte do corpo humano. O mercado de barriga de aluguel comercial começou a tomar forma no final da década de 1970. Uma das suas figuras mais proeminentes foi o advogado Noel Keane (c. 1939 a 1997) de Michigan, Estados Unidos. Keane e outros empresários visualizaram as oportunidades do mercado para o útero e, portanto, sua mercantilização começou com o primeiro contrato sendo assinado em 1976.
Keane começou a intermediar acordos, por uma taxa, entre potenciais substitutas e casais. Seu modelo de negócios era usar o esperma dos homens dos casais interessados enquanto as mães substitutas forneciam óvulos. Como resultado, essas mulheres eram geneticamente relacionadas à criança, enquanto as mães não-biológicas não eram. Tais arranjos de barriga de aluguel eram ilegais em alguns estados, com base no fato de que os casais estavam pagando às mães biológicas por seus filhos. O estado de Michigan foi um dos estados que promulgou leis proibindo esses procedimentos de barriga de aluguel, tornando ilegal o modelo de negócios de Keane. O principal objetivo da legislação criada era impedir a venda de crianças como se fossem propriedade. Alguns estados consideravam os contratos de aluguel como nulos, o pagamento por uma criança era ilegal. Em alguns deles, a inseminação artificial com esperma de homens casados chegava a ser considerada como adultério, se a mulher inseminada não fosse a esposa.
Para evitar os problemas legais, Keane tentou criar um programa em que as mulheres se voluntariariam, sem remuneração, para se tornarem substitutas. Ele acreditava que haveria uma motivação altruísta delas em ajudar outras mulheres a terem filhos. No entanto, sem a promessa de compensação financeira, houve um declínio acentuado no número de mulheres que se voluntariaram. Fator que corrobora a linha que diz que a vulnerabilidade financeira é o principal motivo que leva uma mulher a mercantilizar seu útero.
No início da década de 1980, Keane mudou seu negócio de barriga de aluguel comercial para o estado da Flórida, onde as leis eram mais brandas. A Flórida também não tinha leis sobre troca de dinheiro por bebês. Um corretor de barriga de aluguel comercial pode ser visto como um capitalista que organiza a produção e oferece um produto ao mercado. Isso levantou a questão de saber se mulheres e crianças estão sendo vistas não como seres humanos, mas como mercadorias do mercado, sendo compradas e vendidas pelos preços mais altos. Desde o início o debate foi centrado no corpo feminino, apesar da doação de esperma ser legalizada em vários estados norte-americanos. No início da barriga de aluguel comercial, as leis em vigor nos Estados Unidos não estavam equipadas para lidar com as questões legais e éticas resultantes que surgiriam. Tal como acontece com muitos mercados modernos, a mercantilização do útero passou dos mercados locais para a terceirização em países estrangeiros.

## Conceituação
A mercantilização refere-se ao processo pelo qual bens e serviços são transformados em mercadorias (processo relacionado à reificação) para serem compradas e vendidas no mercado. Em O Capital, a partir do Fetichismo da Mercadoria e seus Segredos, Karl Marx descreve a mercadoria como uma coisa. Marx chama as mercadorias de triviais, estranhas e de valores de uso para satisfazer as necessidades humanas. O autor conceitua a mercadoria como algo que o homem transforma de matéria-prima em bem final. Marx está descrevendo coisas que não são humanas e, portanto, a mercadoria do útero não pode ser independente da mulher. A matriz ganha valor no mercado pelo valor de troca e valor de uso. A participação geral das mulheres no mercado está crescendo tanto como consumidoras quanto como produtoras. O útero, produto de propriedade exclusiva de mulheres, sendo vendido para outras mulheres, cria um mercado onde as mulheres são predominantemente consumidoras e proprietárias exclusivas do produto. É difícil, senão impossível, separar o produto do útero do ser humano. Fora do ser humano, o útero tem pouco valor, mas uma vez que suas funções podem ser negociadas com lucro no mercado, é do interesse de todos. A mesma argumentação pode ser feita em relação ao esperma, que é vendido e estocado em clínicas de fertilidade. Algumas apresentam as possibilidades de escolha em "cardápios" com as características genéticas, físicas e sociais do doador.

## Ética
A mercantilização do útero levanta questões éticas sobre a exploração de mulheres pobres/de baixa renda, os direitos da criança e a função biológica natural do corpo humano. Ao mesmo tempo, ela também tenta equilibrar-se com o direito da mulher de firmar um contrato e tomar decisões sobre seu próprio corpo. A mercantilização do útero pode ser vista como agentes econômicos engajados no comércio de livre mercado. O argumento da mercantilização questiona se as mulheres estão recebendo controle sobre seu corpo ou se estão sendo exploradas por suas partes individuais do corpo com incentivos monetários. A ausência de mulheres em condições financeiras estáveis que recorrem a esse procedimento é um forte fator de confirmação dessa tese.
Um argumento ético contra a mercantilização do útero é que ela permite que os ricos aproveitem a disposição das mulheres pobres de realizar qualquer trabalho, desde que possam ganhar um salário. Uma mulher pode optar por vender seus óvulos e alugar seu útero por dinheiro porque não se depara com outras opções lucrativas de emprego, no entanto, o acordo de pagamento e o valor monetário variam de caso para caso. As condições emocionais da mulher durante a gestação e após a entrega da criança não costumam ser endereçadas pelos agentes do negócio.
Uma vez que a barriga de aluguel funciona como portadora gestacional, transportando apenas a gravidez até o parto; a barriga de aluguel não tem nenhuma reivindicação legal ou responsabilidade para com a criança após a gravidez. Isso causa uma questão ética em relação aos direitos da criança e da mulher. Mesmo sendo a doadora genética do bebê, essas mulheres não têm qualquer poder legal sobre ele. Não há reivindicação da substituta após o nascimento, o que geralmente significa que a criança não pode obter nenhuma informação sobre o portador ou possíveis irmãos.

## Questões legais
A tecnologia reprodutiva é um fenômeno relativamente recente e todos os países ainda possuem pouca regulamentação sobre o tema. Substitutas, clínicas e casais comissionados geralmente escolhem o mercado que é mais favorável, benéfico ou lucrativo para eles. Muitos estados individuais nos Estados Unidos veem a mãe gestacional como a mãe legal, o que pode ser problemático ao determinar os direitos da substituta gestacional versus os direitos do casal comissionado.
A oposição e os desafios aos acordos de gravidez substituta geralmente estão relacionados à natureza do contrato de barriga de aluguel. Uma das questões legalmente mais debatidas é se o contrato está concedendo à mulher o direito de vender o serviço de seu trabalho por meio do aluguel do útero ou se a barriga de aluguel e os pais comissionados estão firmando um acordo para vender/comprar uma criança. Gestar um bebê não sendo um esforço consciente que permita horário definidos e descanso, seria ainda um trabalho? Material genético seria passível de venda? Por outro lado, a autonomia do indivíduo não lhe permitiria tomar decisões sobre seu próprio corpo sem interferência? Uma das questões legais mais controversas é determinar os direitos da mãe de aluguel como mãe biológica versus as obrigações contratuais da mãe de aluguel como parte de um contrato. Uma mãe é comumente definida como uma mulher que deu à luz ou adotou legalmente uma criança. A lei muitas vezes não acompanha a tecnologia. Com os avanços da barriga de aluguel e a invenção da barriga de aluguel comercial, o que significa ser mãe precisará ser redefinido.
Uma questão na vanguarda dos debates jurídicos é se a pessoa que fornece material genético pode ser obrigada a abrir mão de seus direitos à criança, ou se os direitos dos pais biológicos substituem os direitos da mãe biológica. O tema abrange tanto barrigas de aluguel como doadores de esperma que não são reconhecidos pela justiça como responsáveis legais pelas crianças geradas. A fim de evitar a venda de um ser humano, que é ilegal, o foco de um contrato de barriga de aluguel precisa se concentrar no uso legal do útero da mãe de aluguel para ser exequível. Há pouca jurisprudência em que se basear e essa batalha legal se torna mais complexa quando o elemento da locação transnacional é adicionado. O nascimento muitas vezes confere nacionalidade e cidadania. Com a barriga de aluguel transnacional sendo uma forma comum de gestação substitutiva comercial, há uma demanda crescente por regulamentação internacional desse mercado emergente.

### Leis de barriga de aluguel por país
Existem dois tipos de barriga de aluguel: barriga de aluguel comercial e a barriga de aluguel altruísta. A barriga de aluguel comercial é quando uma mulher oferece o aluguel de seu útero ao mercado para obter ganhos financeiros, podendo incluir uso de um óvulo seu ou não. Por outro lado, a barriga de aluguel considerada altruísta não gera transação financeira. Nela, o casal normalmente arca com as despesas médicas da substituta.
Os seguintes países possuem legislação que permitem de forma legal ambas barrigas de aluguel: a comercial e a altruísta: Federação Russa, Ucrânia, Bielorrússia, Geórgia, Armênia, Chipre, Índia, África do Sul e Estados Unidos (nos estados de Arkansas, Califórnia, Flórida, Illinois, Texas, Massachusetts, e Vermont).
Outros países permitem a barriga de aluguel altruísta: Austrália, Canadá (exceto Quebec), Reino Unido, Holanda, Dinamarca, Hungria, Israel e Estados Unidos (nos estados de Nova York, Nova Jersey, Novo México, Nebraska, Virgínia, Oregon e Washington).
O Brasil permite a barriga de aluguel altruísta desde que o material genético pertença ao casal e a mulher que vai ter o embrião implantado seja da família da doadora genética, num parentesco até o segundo grau, sendo os demais casos sujeitos à autorização do Conselho Regional de Medicina.
Há ainda países em que qualquer forma de barriga de aluguel é ilegal não sendo permitida nem entre familiares: Alemanha, França, Espanha, Itália, Suíça, Áustria, Noruega, Suécia, Islândia, Estônia, Moldávia, Turquia, Arábia Saudita, Paquistão, China, Japão e Estados Unidos (nos estados do Arizona, Michigan, Indiana, Dakota do Norte). Devido às questões legais dentro de um país de origem, muitas pessoas que procuram um substituto comercial optam por buscar mercados no exterior. A Índia legalizou a barriga de aluguel comercial em 2001. A legalização foi impulsionada com a esperança de que o turismo médico, e especificamente o turismo reprodutivo na Índia, aumentasse. Apesar de ter anunciado projeto de lei proibindo a prática em 2016, o país continua com legislação favorável à prática.

## Impactos econômicos e sociais
Com a falta de regulamentação no mercado de barriga de aluguel comercial, os pagamentos às mães substitutas podem variar dependendo dos termos do contrato individual. A Índia é um local privilegiado para a barriga de aluguel comercial devido aos custos mais baixos pagos pelas pessoas que querem as crianças. De acordo com algumas estimativas, aqueles que desejam entrar em um contrato comercial de barriga de aluguel podem economizar até US$ 70.000 na Índia em comparação aos Estados Unidos.

### Benefícios sociais
Ao se tornarem substitutas comerciais, as mulheres na Índia estão se empoderando para melhorar não apenas suas vidas, mas também a vida de suas famílias. É comum que os substitutos tenham acesso limitado à educação, o que pode restringir as oportunidades de emprego no mercado. O pagamento da barriga de aluguel varia de acordo com o contrato, as estimativas variam do equivalente a três vezes o que um chefe da família poderia ganhar em um mês, até ganhar em nove meses uma quantia que levaria quinze anos de trabalho. Essa quantia de dinheiro pode fornecer acesso a melhores moradias, alimentação, educação e saneamento, que de outra forma não seriam prováveis. Muitas das mães substitutas conseguem dar melhores condições de vida para seus próprios filhos após passarem pela experiência.
Depois de encerrada sua função como substitutas, as mulheres também têm a possibilidade de se tornarem agentes de clínicas de barriga de aluguel em uma forma de projeção de carreira. Agentes, por uma taxa, facilitam as visitas médicas de uma substituta e cuidam do cuidado e bem-estar dela durante toda a gravidez. Uma agente pode acompanhar vários pacientes e cobrar honorários de cada um deles, o que pode melhorar ainda mais sua situação financeira. Esperava-se que os lucros da barriga de aluguel comercial chegassem a seis bilhões de dólares em 2012.
Em 6 de setembro de 2018, a Seção 377 do Código Penal Indiano foi declarada inconstitucional na Índia. Após esta decisão inovadora, a barriga de aluguel, especialmente a barriga de aluguel de pai solteiro, verá um impulso entre a comunidade LGBT.

### Clínicas
Quando uma mulher assina um contrato para se tornar portadora gestacional, ela é submetida a tratamento de administração de hormônios e transplante de embriões para engravidar. Muitas, mas nem todas as barrigas de aluguel se mudam para albergues gestacionais e recebem melhor tratamento e cuidados médicos do que receberiam se dessem à luz a seus próprios filhos. Nutrição, saúde e descanso são todos monitorados como parte do contrato, com o bem-estar do feto muitas vezes acima do da mãe de aluguel.
Muitas clínicas que negociam barriga de aluguel transnacional preferem mulheres que já deram à luz, pois as clínicas têm evidências de um útero viável. As clínicas também podem preferir mulheres que tenham seus próprios filhos, com a esperança de que a barriga de aluguel não tenha vínculo com o feto. Os contratos de barriga de aluguel se concentram no aluguel de um útero não utilizado, com a crença de que o feto é propriedade de outro. Muitas substitutas só recebem o pagamento integral pelo serviço se a duração total da gravidez for cumprida. Caso haja complicações posteriores para a saúda da mulher, as clínicas já não se responsabilizam. O apelo para pais estrangeiros de barriga de aluguel transnacional se deve aos custos e exigências salariais mais baixos do que encontrariam em seu país de origem.
A Dra. Nayna Patel dirige a clínica Akanksha, em Anand, Índia. No início, a maioria dos clientes que procuravam serviços de fertilidade na clínica Akanksha eram indianos, mas sua clientela se expandiu para ocidentais que também procuravam um filho. Muitos vêm a esta clínica distante porque as taxas são muito altas em seu próprio país - os casais estrangeiros estão buscando alternativas com preços mais baixos para a barriga de aluguel local, e as barrigas de aluguel estrangeiras podem estar dispostas a aceitar uma taxa mais baixa. Os substitutos da clínica Akanksha têm a possibilidade de ganhar US$ 5.500 por essa transação, uma quantia significativa para prover uma família, educação, moradia e bem-estar quando comparado a outras alternativas.
Os jornalistas brasileiros Teté Ribeiro e Sérgio Dávila recorreram ao serviço de barriga de aluguel pago na Índia para ter as gêmeas Rita e Cecília, que nasceram em novembro de 2013. A indiana Vanita Macwan, de 28 anos, recebeu 8 mil dólares dos 25 mil que o casal pagou pelo procedimento. Teté Ribeiro registrou esse processo no livro "Minhas duas meninas", publicado pela Companhia das Letras em 2016.

## Cidadania e barriga de aluguel transnacional

### Cidadania
A cidadania de uma criança tem sido tradicionalmente estabelecida através de duas modalidades: o jus soli, direito da terra, e/ou jus sanguinis, direito de sangue. Nelas, respectivamente, a cidadania é gerada pelo local de nascimento e pelo parentesco sanguíneo com um cidadão. A barriga de aluguel desafia a visão tradicional de cidadania, redefinindo o que significa ser mãe. As nações devem agora considerar se a mãe é a pessoa que deu à luz fisicamente a criança, aquela que forneceu seu óvulo ou aquela que cuidará da criança.
Em julho de 2010, cônsules gerais da Bélgica, França, Alemanha, Itália, Holanda, Polônia, Espanha e República Tcheca enviaram cartas a clínicas de barriga de aluguel em Mumbai, Índia, para direcionar potenciais clientes desses países a buscar a orientação de seus consulados antes da firmarem os contratos. Esses países têm diferentes leis de barriga de aluguel, e muitos de seus cidadãos enfrentaram dificuldades ao tentar obter direitos de cidadania para crianças nascidas na Índia.

### Manji
Um dos casos mais conhecidos de problema com nacionalidade e barriga de aluguel é o da menina conhecida como Manji, nascida em 2008, na Índia. A gravidez que gerou a menina foi o resultado de um contrato comercial de barriga de aluguel entre o casal japonês Yamada e uma mãe substituta indiana. Antes de seu nascimento, porém, o casal se divorciou e a mãe se recusou a reivindicá-la. De acordo com a lei indiana, o passaporte de uma criança só pode ser emitido em conjunto com o da mãe, por isso, o pai não conseguiu autorização para retirar a bebê do país. Como nem a mãe japonesa nem a indiana reivindicaram Manji, por um breve período ela não foi considerada cidadã do Japão, da Índia ou de qualquer outro país. Não foi até que sua avó paterna a reivindicou, acompanhada de uma longa batalha legal, que Manji conseguiu solicitar um passaporte e cidadania. Após sua entrada no Japão, o pai pôde adotá-la.